# Pejagatan
Pejagatan is een bestuurslaag in het regentschap Kebumen van de provincie Midden-Java, Indonesië. Pejagatan telt 2270 inwoners (volkstelling 2010).